# 白翅地鸠
白翅地鸠（学名：Columbina picui）为鸠鸽科下, 南美鸠属的一个物种, 分布于南美洲
。